# Цульйо
Цульйо (італ. Zuglio) — муніципалітет в Італії, у регіоні Фріулі-Венеція-Джулія,  провінція Удіне.
Цульйо розташоване на відстані близько 510 км на північ від Рима, 110 км на північний захід від Трієста, 50 км на північ від Удіне.
Населення — 595 осіб (2014).

## Демографія
Населення за роками:

Станом на 1 січня 2023 року в муніципалітеті офіційно проживало 16 іноземців з 7 країн, серед них 6 громадян країн Євросоюзу та 1 громадянин України.

## Сусідні муніципалітети
- Арта-Терме
- Лауко
- Сутріо
- Тольмеццо